# Audi Aréna Győr
Audi Aréna Győr – wielofunkcyjna hala widowiskowo-sportowa w Győrze o pojemności trybun 5500 widzów, otwarta 15 listopada 2014. Jej użytkownikami są miejscowe kluby sportowe, m.in. Győri ETO KC, z myślą o którym obiekt wybudowano. Koszt powstania hali to 6,5 miliarda forintów.
Obiekt jest lokalizowany cztery kilometry od centrum miasta i dobrze skomunikowany transportem publicznym. W centrum prasowym areny znajdują się 84 miejsca dla dziennikarzy. Strefa VIP może przyjąć 192 gości. Parkingi wokół hali pomieszczą 1100 pojazdów.
Hala była miejscem rozgrywania spotkań Mistrzostw Europy piłkarek ręcznych 2014 i Mistrzostw Europy koszykarek 2015. Zostanie ona również jednym z obiektów Olimpijskiego Festiwalu Młodzieży Europy 2017, którego gospodarzem jest Győr.
Obok Audi Aréna Győr znajduje się miejska hala sportowa Mihály Magvassego (Magvassy Mihály Sportcsarnok), która w latach 1976–2014 była głównym i największym tego typu obiektem w Győr (pojemność w zależności od typu imprezy: 2 000-2 500 miejsc).